# Kawai Sora
Kawai Sora (河合 曾良, 1649 - 18 juin 1710), plus connu sous son seul prénom de plume Sora (曾良), est un poète japonais du XVIIe siècle (début de l'époque d'Edo). Il a été l'un des disciples de l'un des trois maîtres classiques du haïku japonais : Matsuo Bashō.

## Biographie
Kawai Sora naît en 1649 dans l'ancienne province de Shinano (actuelle préfecture de Nagano). Adolescent, il se rend à Edo, alors capitale du Japon, pour étudier les préceptes du shintoïsme et l'art de la poésie japonaise, le waka en particulier. Plus tard, il rencontre le poète Matsuo Bashō dont il devient un disciple puis un compagnon de voyage. Suivant son maître dans son périple épique à travers le Japon féodal, il développe son art poétique.
Il est mort le 18 juin 1710 dans la province d'Iki (actuelle préfecture de Nagasaki).

## Œuvres

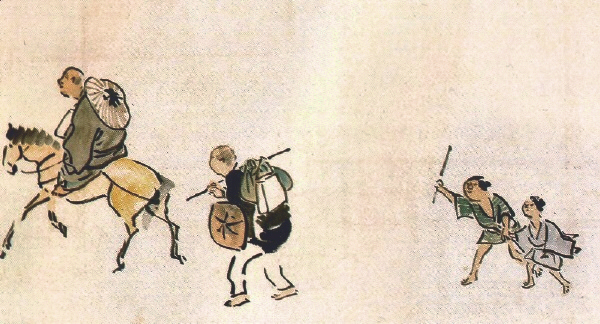
Emaki d'Yosa Buson : Bashō à dos de cheval, suivi par Sora.

Son carnet de voyage, écrit de 1689 à 1691, durant ses voyages à travers le Japon en compagnie de Bashō, constitue son œuvre maîtresse. Redécouvert et publié en 1943, le Journal de voyage de Kawai Sora (曾良旅日記, Sora Tabinikki) livre des notes de voyage factuelles qui constrastent parfois fortement avec les évocations poétiques de son maître. Par exemple, lors de leur visite de la cité de Nikkō, Sora rapporte dans ses mémoires qu'il pleuvait alors qu'un haïku du carnet de voyage de Bashō, La Sente étroite du Bout-du-Monde, évoque l'inspiration que lui procure la lumière du soleil.